# Ljubenić
Lubeniq en albanais et Ljubenić en serbe latin (en serbe cyrillique : Љубенић) est une localité du Kosovo située dans la commune/municipalité de Pejë/Peć et dans le district de Pejë/Peć. Selon le recensement kosovar de 2011, elle compte 823 habitants.

## Démographie

### Évolution historique de la population dans la localité
| 1948 | 1953 | 1961 | 1971 | 1981  | 1991  | 2011 |
| ---- | ---- | ---- | ---- | ----- | ----- | ---- |
| 542  | 618  | 774  | 973  | 1 216 | 1 309 | 823  |

|  |

### Répartition de la population par nationalités (2011)
En 2011, les Albanais représentaient 96,84 % de la population.